# Himantozoum dissimile
Himantozoum dissimile är en mossdjursart som beskrevs av Jean-Loup d'Hondt och Gordon 1996. Himantozoum dissimile ingår i släktet Himantozoum och familjen Bugulidae.

## Underarter
Arten delas in i följande underarter:
- H. d. bicuspidatum
- H. d. rostratum